# Radio Espérance
Radio Espérance est une station de radio créée à Saint-Étienne, le 8 décembre 1982, à l'initiative de laïcs catholiques.

## Statuts
Radio Espérance est, d'après le droit canonique, une association privée de fidèles au sein de l'Église catholique, et d'après le droit civil, une fondation reconnue d'utilité publique.
Son siège est situé à Saint-Étienne.

## Histoire
La radio est créée au cours de l'année 1982 par plusieurs personnalités catholiques, proches du mouvement Associations familiales catholiques, dont Jean-Luc Perchot, actuel président de Radio Espérance. La première diffusion a lieu le 8 décembre 1982. 
La station est progressivement ouverte à la diffusion dans d'autres villes de la région, d'abord à Roanne en 1986. En 1987, l'aire de diffusion s'agrandit notablement ; elle comprend désormais Autun, Mâcon et Villefranche-sur-Saône. Dans les années 1990, la radio est autorisée dans des villes largement plus éloignées de Saint-Étienne, comme Guéret ou Limoges. La radio possède également des bureaux à Rome et à Jérusalem.
En 1989, un conflit avec la direction du média survient et une partie du personnel décide de démissionner de la radio. 
La station est gérée par l'association chrétienne pour la diffusion de la culture populaire en Forez. Elle diffuse depuis un canal satellite à partir de 1994. La station est orientée sur le catholicisme traditionaliste. Elle est liée à Radio Notre Dame, qui est opposée sur les fréquences catholiques à RCF.

## Programmation

### Journée radiophonique
La journée radiophonique est articulée autour :
- du Rosaire,
- de la Messe,
- des temps de prière en direct.

### Programmes réguliers
La station Radio Espérance diffuse régulièrement des programmes sur la formation et l'éducation chrétienne. Elle propose des rendez-vous avec Benoît XVI, les magazines de Radio Vatican, de la musique et des émissions récréatives, des lectures bibliques ou simplement spirituelles.

### Programmes événementiels
Radio Espérance diffuse des manifestations majeures en direct :
- depuis Rome, certaines grandes cérémonies présidées par le pape, dont l'angélus qui se déroule le dimanche ;
- les voyages du pape et les cérémonies associées les plus importantes ;
- les pèlerinages annuels, comme Fatima ou Lourdes
- des sessions avec les communautés nouvelles de Lourdes, Lisieux, Paray-le-Monial[2], etc.

## Diffusion

### En modulation de fréquence
Les fréquences FM sont présentées ci-dessous.
| Secteur                         | Fréquence | Diffuseur      | Adresse de diffusion                                      | Puissance | Autorisée depuis |
| ------------------------------- | --------- | -------------- | --------------------------------------------------------- | --------- | ---------------- |
| Annonay                         | 93,8 MHz  | Auto-diffusion | Chemin de la Convalescence, Les Six Chemins 07100 Annonay | 200 W     | 1991             |
| Autun                           | 90,6 MHz  | TDF            | Montagne Saint-Sébastien 71400 Autun                      | 1 kW      | 1987             |
| Belley                          | 105,7 MHz | TDF            | Champeillon 01300 Belley                                  | 200 W     | 2011             |
| Bourg-Argental                  | 102,2 MHz | Auto-diffusion | Cotaviol 42220 Bourg-Argental                             | 100 W     | 2002             |
| Bourg-en-Bresse                 | 87,6 MHz  | TDF            | La Montagne 01250 Ramasse                                 | 1 kW      | 1988             |
| Chambéry                        | 100,3 MHz | Auto-diffusion | Les Tonys 73160 Saint-Sulpice                             | 1 kW      | 1988             |
| Charolles / Paray-le-Monial     | 106,2 MHz | Auto-diffusion | La Montagne 71120 Baron                                   | 1 kW      | 1991             |
| Clermont-Ferrand                | 91,2 MHz  | TDF            | Château d'eau des Cézeaux 63170 Aubière                   | 1 kW      | 1992             |
| Embrun                          | 106,7 MHz | TDF            | Facheins et Gaillard 05200 Saint-Sauveur                  | 200 W     | 1992             |
| Gap                             | 89,3 MHz  | TDF            | Romette, Serre des Aiguilles 05000 Gap                    | 500 W     | 1991             |
| Guéret                          | 88,3 MHz  | TDF            | Signal du Maupuy 23000 Saint-Léger-le-Guérétois           | 500 W     | 1992             |
| Le Puy-en-Velay                 | 106,2 MHz | TDF            | La Denise 43000 Polignac                                  | 1 kW      | 2008             |
| Limoges                         | 88,0 MHz  | TDF            | La Croix de l'Arbre 87110 Le Vigen                        | 2 kW      | 1992             |
| Le Creusot / Montceau-les-Mines | 89,9 MHz  | Auto-diffusion | Meusoy 71710 Charmoy                                      | 1 kW      | 1991             |
| Roanne                          | 97,6 MHz  | Auto-diffusion | Fragny 42470 Neaux                                        | 1 kW      | 1988             |
| Saint-Étienne                   | 93,9 MHz  | TDF            | La Croix de Guizay 42660 Planfoy                          | 1 kW      | 1991             |
| Vienne / Lyon                   | 88,1 MHz  | Auto-diffusion | Le Grizard 69560 Saint-Romain-en-Gal                      | 1 kW      | 1988             |

### Webradios
Radio Espérance possède six webradios : 
- Radio espérance (généraliste),
- Chant grégorien (chants en continu et en direct des abbayes de France),
- Enseignement (enseignement en continu),
- Paroles de Dieu (lecture de la bible),
- Louange (pop louange française et internationale),
- Musique sacré (diffusion en continu de musique sacrée).

## Audiences
En 2016, Radio Espérance attirait 0.6 % des auditeurs français.